# Loi tendant à favoriser l'égal accès des femmes et des hommes aux mandats électoraux et fonctions électives
Lire en ligne

Texte de la loi

La loi du 6 juin 2000 est une loi française tendant à favoriser l'égal accès des femmes et des hommes aux mandats électoraux et fonctions électives.
Cette loi dite sur « la parité » contraint les partis politiques à présenter un nombre égal d’hommes et de femmes pour les élections municipales, régionales, sénatoriales et européennes. Cette disposition est coercitive puisque les listes qui ne respectent pas la parité ne sont pas enregistrées. Pour les élections législatives, le système n’est qu’incitatif. Les partis qui ne présentent pas 50 % de candidates se voient appliquer une retenue financière.
Avec cette loi, la France devient le premier pays du monde à adopter un système paritaire pour les élections à un tour.

## Histoire
Une ordonnance du général de Gaulle Le 21 avril 1944, « portant organisation des pouvoirs publics en France après la Libération » dispose que « les femmes sont électrices et éligibles dans les mêmes conditions que les hommes ».
Le 21 avril 1944, 33 femmes sont élues députées lors des élections d’octobre 1945. Elles représentent 5,6 % de l'ensemble des députés.
En 1977, Françoise Giroud propose dans 100 mesures pour les femmes, de limiter à 85 % la représentation d'un même sexe aux élections municipales.
En 1982, Gisèle Halimi, fondatrice de Choisir la cause des femmes dépose un amendement pour le projet de loi portant sur l'organisation du scrutin municipal. Cet amendement propose de limiter à 70 % la proportion de sièges occupés par des élus de même sexe. Le parti socialiste fixe cette proportion à 75 %. Cette loi est adoptée sans difficulté, le 27 juillet 1982. Des députés déposent un recours auprès du conseil constitutionnel pour un article ne portant pas sur ce quota. En novembre 1982, le conseil constitutionnel valide la loi mais annule l'amendement concernant le quota qu'il juge inconstitutionnel car il catégoriserait le peuple français en deux : personnes éligibles et personnes électrices.
La convention de l’Organisation des Nations unies ratifiée le 14 décembre 1983 par la France marque une étape importante. Cette convention oblige les États à prendre des mesures appropriées pour éliminer la discrimination à l’égard des femmes dans tous les domaines. Elle permet un traitement différencié des femmes et des hommes.
En 1992, Françoise Gaspard, Claude Servan-Schreiber et Anne LeGall publient Au pouvoir citoyennes!. Dans cet ouvrage, elles plaident pour une loi sur la parité qui affirmerait l'égalité des sexes au lieu de prendre en considération les différences. C'est cette idée d'égalité qui est reprise dans la loi constitutionnelle du 8 juillet 1999. Des associations de femmes se créent pour défendre la notion de parité, notamment Demain la Parité, réseau créé en 1994 par Françoise Gaspard, Claude Servan-Schreiber et Colette Kreder et qui regroupe plusieurs organisations féministes (Association française des femmes diplômées des universités, Elles aussi, Union féminine civique et sociale, Union professionnelle féminine, etc.). L'idée des quotas est abandonnée.
En 1993, Colette Kreder, Françoise Gaspard et Claude Servan-Schreiber publient la première étude sur la participation des femmes aux élections législatives. Les listes du premier tour du 21 mars 1993 ne comptent que 1 015 femmes sur 5 169 candidats, soit 19,6 % de femmes.
Le 19 novembre 1993, le « Manifeste des 577 pour une démocratie paritaire » signé par 289 femmes et 288 hommes est publié dans Le Monde.
En 1994, les femmes ne sont que 5,6 % au Parlement français, contre une moyenne de 11,6 % en Europe. La France se situe à l'avant-dernier rang, devant la Grèce. A l'initiative de Choisir la cause des femmes, une proposition est déposée à l'Assemblée nationale et au Sénat pour modifier l'article 3 de la constitution par la phrase « L'égal accès des femmes et des hommes aux mandats politiques est assuré par la parité ».
Le 7 avril 1995, le Conseil national des femmes françaises et Colette Kreder, pour Demain la Parité, organisent au Palais des Congrès de Paris la journée « Présidentielle 95 : les femmes entrent en campagne », qui réunit plus d'un millier de représentantes d’associations féminines. Les principaux candidats à la présidentielle, Jacques Chirac, Édouard Balladur et Lionel Jospin viennent y répondre aux questions de militantes qui revendiquent une obligation de parité sur les listes électorales.
En 1996, alors que le nombre de femmes dans les assemblées plafonne toujours à 6 %, Yvette Roudy publie dans L'Express, le « Manifeste pour la parité ». Ce manifeste est signé par 10 femmes de gauche et de droite ; Michèle Barzach, Frédérique Bredin, Édith Cresson, Hélène Gisserot, Catherine Lalumière, Véronique Neiertz, Monique Pelletier, Yvette Roudy, Catherine Tasca et Simone Veil.
La loi constitutionnelle n°99-569 du 8 juillet 1999, ajoute à la Constitution un amendement affirmant que «La loi favorise l'égal accès des femmes et des hommes aux mandats électoraux et fonctions électives». La loi ordinaire du 6 juin 2000 met en application la loi constitutionnelle de 1999, par diverses mesures. La loi impose une parité obligatoire pour les candidatures de liste, incluant une alternance des candidats de chaque sexe. Cette alternance est stricte pour les élections à un tour et se fait par tranche de six pour les élections à deux tours. La loi ne concerne ni les élections cantonales, ni les municipales dans les villes de moins de 3 500 habitants, ni les sénatoriales dans les départements avec moins de trois sénateurs. Pour les législatives, la parité est facultative, mais les partis qui ne présentent pas la moitié de candidats de chaque sexe reçoivent une amende. La France devient le premier pays du monde à adopter un système paritaire pour les élections à un tour.
En 2014, le bilan de la loi dite de parité est mitigé. Les résultats sont contrastés en fonction des modes de scrutin. Dans les conseils régionaux, municipaux des villes de plus de 3 500 habitants, et au parlement européen, la parité est effective. En revanche, les résultats sont décevants pour les scrutins uninominaux à deux tours. Les pénalités financières imposées aux partis politiques ne sont pas dissuasives.
En 2009, la perte financière pour les partis politiques qui ne respectent pas la parité aux élections législatives s'élève à un total de 5 millions d'euros. Entre 2012 et 2017, la perte financière pour les partis politiques est proche de 28 millions d’euros, soit 8 % du total des dotations. Les partis politiques ont préféré désigner des hommes et recevoir moins d’argent.
La loi du 2 août 2014, se montre plus incitative et double la retenue de la dotation financière des partis politiques.
En 2017, les élections législatives marquent une forte progression de la représentation des femmes. Elles sont 38,8 % des députés à l'Assemblée Nationale, avec 224 femmes élues. Ce record propulse la France parmi les vingt pays comptant le plus de femmes à la première chambre.
Aux élections sénatoriales de 2017, les partis politiques ont adopté des stratégies anti-parité, ne permettant qu'une très légère progression de la représentation des femmes. Elles sont 29,2 % contre 25 % précédemment au Sénat.
Aux élections législatives de 2022, la parité n'est toujours pas atteinte, la proportion de femmes députés s'élevant à 37,3%, soit une légère diminution par rapport à 2017.

## Antécédent législatif
- Ordonnance du 21 avril 1944, l’article 17 énonce « Les femmes sont électrices et éligibles dans les mêmes conditions que les hommes ».
- Convention de l’Organisation des Nations unies sur l’élimination de toutes les formes de discrimination à l’égard des femmes (CEDEF/CEDAW) adoptée le 18 décembre 1979, ratifiée le 14 décembre 1983 par la France. La Convention oblige les États à prendre toutes les mesures appropriées pour éliminer la discrimination à l’égard des femmes dans tous les domaines. Les articles 7 et 8 concernent l’égale participation à la vie politique et publique à l’échelon national et international.
- Loi constitutionnelle n°99-569 du 8 juillet 1999 relative à l’égalité entre les femmes et les hommes. Les articles 3 et 4 de la Constitution de 1958 sont modifiés. Il est ajouté à l’article 3 que la loi "favorise l’égal accès des hommes et des femmes aux mandats électoraux et aux fonctions électives", et précisé dans l’article 4 que « les partis et groupements politiques contribuent à la mise en œuvre de ce principe ».

## Principales lois postérieures
- Loi n°2007-128 du 31 janvier 2007 tendant à promouvoir l’égal accès des femmes et des hommes aux mandats électoraux et fonctions électives. Elle étend l’obligation de parité lors de la désignation des exécutifs régionaux et municipaux (villes de 3 500 habitants et plus). Elle augmente également la retenue sur la première fraction de la dotation publique des partis qui ne respectent pas la parité des investitures aux élections législatives (75 % de l’écart à la moyenne).
- Loi constitutionnelle du 23 juillet 2008, n°2008-724 de modernisation des institutions de la Ve République : vers la parité dans les responsabilités professionnelles et sociales. L’article 1er de la Constitution est complété par un alinéa ainsi rédigé : « La loi favorise l’égal accès des femmes et des hommes aux mandats électoraux et fonctions électives, ainsi qu’aux responsabilités professionnelles et sociales. »
- Loi pour l’égalité réelle entre les femmes et les hommes, n° 2014-873 du 4 août 2014. La loi prévoit le doublement de la retenue sur la première fraction de la dotation financière des partis politiques.